# Diaspro (sommergibile)
Il Diaspro è stato un sommergibile della Regia Marina.

## Storia
Dopo il completamento entrò a far parte, quale unità sede del comandante della XVII Squadriglia e dal 1938 della XXXV Squadriglia Sommergibili, con base a Messina.
Fu impiegato per un certo periodo nell'addestramento, dopo di che si decise di impiegarlo nella guerra di Spagna.
Il 5 agosto 1937, al comando del capitano di corvetta Giuseppe Mellina, partì per la sua prima missione di questo tipo, da svolgersi nel Canale di Sicilia, al largo di Capo Bon; il 13 attaccò un trasporto con il lancio di un siluro, andato a vuoto, così come fu infruttuoso un attacco ad un altro mercantile. Svolse in tutto 25 manovre d'attacco con però due soli ed inutili lanci, rientrando alla base il 15 agosto.
Il 25 agosto salpò per la seconda (e ultima) missione spagnola, da effettuarsi al largo di Capo Oropesa. Il 1º settembre, al sorgere del sole, individuò la nave cisterna britannica Woodford da 6987 tsl (secondo altre fonti tale nave sarebbe stata in realtà spagnola repubblicana, ed il nome Woodford un nominativo di copertura) e la attaccò con il lancio di due siluri. La petroliera schivò le armi e diresse contro il Diaspro per speronarlo, ma quest'ultimo, eluso l'attacco, lanciò altri due siluri, che questa volta andarono a segno provocando l'affondamento del bersaglio. Il sommergibile fece ritorno in porto il 5 settembre.
Nel luglio del 1939 fu impiegato, agli ordini del TV Giuseppe Roselli Lorenzini, nella rada di Napoli, per verificare l'efficacia di un sistema di lancio dei siluri «senza bolla» (che evitasse, cioè, la fuoriuscita di grosse bolle d'aria durante il lancio dei siluri: questo problema facilitava l'individuazione del sommergibile e poteva anche provocare problemi di assetto), ideato dal TV Giuseppe Aicardi, con esito soddisfacente.
All'ingresso dell'Italia nel secondo conflitto mondiale era di stanza a Cagliari, in seno alla 72ª Squadriglia Sommergibili (VII Grupsom).
Nel primo periodo della guerra fu impiegato in funzione offensiva in Mar Tirreno.
Nel luglio 1940 fu inviato in agguato dapprima a nordovest dell'Asinara e poi al largo dell'isola La Galite.
In agosto operò al largo di Capo Bougaroni.
Il 1º settembre, durante l'operazione britannica «Hats», il Diaspro, in missione tra Capo Spartivento e l'isola La Galite, si venne a trovare ad una decina di miglia dalla Forza H britannica ma non poté attaccare perché individuato e ripetutamente attaccato da velivoli della portaerei Ark Royal, uno dei quali lo mitragliò venendo poi respinto dalla contraerea del battello.
Il 9 novembre 1940 lasciò Cagliari e fu inviato al largo dell'isola La Galite insieme ad altri quattro sommergibili in opposizione all'operazione britannica «Coat» (con vari obiettivi, tra i quali l'invio di navi da guerra da Gibilterra ad Alessandria, di un convoglio a Malta e in Grecia, l'attacco aerosilurante contro Taranto e l'attacco a convogli italiani nel Basso Adriatico), ma rientrò senza aver individuato unità nemiche.
Il 14 novembre uscì nuovamente in mare (insieme ai sommergibili Alagi ed Aradam) a contrasto di un'altra operazione britannica, la «White»: l'invio a Malta, da parte delle portaerei della Forza H, di 14 aerei. Inviato a 315 miglia da La Galite, fu l'unico sommergibile ad avvistare una sola unità minore fra quelle appartenenti alla formazione britannica – composta due portaerei, un incrociatore da battaglia, due incrociatori ed otto cacciatorpediniere –, non riuscendo peraltro ad attaccarla.
Nel gennaio 1941, partito per una missione, dovette rientrare poco dopo causa guasti.
Svolse altre tre missioni di agguato in febbraio, maggio e giugno, rispettivamente a est di La Galite, una ventina di miglia a nord di Capo Blanc e a meridione della Sardegna, tutte prive di risultati.
Il 21 luglio, al comando del tenente di vascello Antonio Dotta, salpò da Cagliari nel primo pomeriggio per portarsi al largo di Capo Bougaroni, 55 miglia al largo della costa, e pattugliare l'area compresa tra i meridiani 5° e 6° Est, a contrasto dell'operazione britannica «Substance» (consistente nell'invio di un convoglio a Malta). Il giorno seguente arrivò nella sua zona d'agguato, iniziando a pattugliarla in superficie immergendosi di tanto in tanto per effettuare rilevamenti idrofonici; ascoltati all'idrofono rumori di turbine, si mise sulle tracce delle navi avversarie riuscendo ad avvistarle alle 22.58, dopo sette ore di ricerca e 45 miglia di navigazione verso nord. Il Diaspro si venne a trovare nelle vicinanze della formazione, mentre questa stava effettuando un cambio di rotta: alle 23.07, giunto a 1000-1300 metri, lanciò i quattro siluri prodieri contro alcuni incrociatori, e due minuti più tardi lanciò una coppiola di siluri contro una nave da battaglia ed una portaerei. Il cacciatorpediniere HMAS Nestor avvistò le prime quattro armi e ne informò le altre navi, che accostarono a sinistra, mentre i due siluri poppieri transitarono sotto il suo scafo senza scoppiare (si trovavano infatti troppo in profondità, essendo stati regolati per colpire una nave di grandi dimensioni); subito dopo il caccia si mise alla ricerca del Diaspro, gettando parecchie bombe di profondità per un breve lasso di tempo, non causando comunque che danni lievi al sommergibile. Dal Diaspro furono avvertiti due scoppi e lo stesso comandante della formazione inglese, ammiraglio J. F. Somerville, menzionò nel rapporto il rumore di quattro scoppi, senza tuttavia denunciare danneggiamenti (è probabile che i siluri siano esplosi una volta giunti a fine corsa, o che le esplosioni siano state quelle delle bombe di profondità del Nestor).
Tra fine luglio ed inizio agosto il sommergibile fu inviato, con altri tre, a sudovest delle coste sarde per contrastare l'operazione britannica «Style» (consistente ancora nel rifornimento di Malta), ma non avvistò alcuna nave; fu quindi spostato al largo di La Galite.
In settembre fu inizialmente posto in agguato al largo di La Galite. Il 18, essendo in corso l'operazione britannica «Halberd» (si trattava di una missione di rifornimento di Malta, ma i comandi italiani pensarono potesse trattarsi di un'azione di bombardamento navale contro le coste italiane) fu dislocato in agguato difensivo a levante delle Baleari, a sudest di Minorca, in funzione difensiva (insieme ad altri tre sommergibili), ma la formazione britannica non passò in quelle acque. Ricevette poi l'ordine di spostarsi verso sud, e infatti, alle 6.17 del 29 settembre, individuò le navi avversarie una quarantina di miglia a nordovest di Philippeville (nel punto 37°32' N e 6°45' E), passando quindi all'attacco con il lancio di due siluri: bersaglio fu il cacciatorpediniere HMS Gurkha, che però avvistò le armi e accostò rapidamente, evitando i siluri di pochi metri.
Il 20 ottobre 1941, in missione al largo di Capo Fer, avvistò le navi della Forza K (una formazione leggera britannica specializzata negli attacchi ai convogli italiani per la Libia) ma non poté attaccarle per la distanza troppo elevata.
Dal 1º aprile al 10 settembre 1942 operò per la Scuola Sommergibili di Pola, per la quale svolse 32 missioni di addestramento. Fu poi ridislocato a Cagliari.
L'8 novembre 1942 fu coinvolto in una collisione in immersione con un altro sommergibile italiano, l'Alagi, nei pressi di Capo Bougaroni, durante la navigazione d'avvicinamento al proprio settore d'agguato; l'Alagi subì danni gravi, mentre il Diaspro non ebbe che avarie lievi che non gli impedirono la prosecuzione della missione. Quattro giorni dopo, durante la medesima missione, il sommergibile forzò la rada di Bougie e da 1000 metri, avvistato un trasporto, gli lanciò quattro siluri: la nave li schivò contromanovrando. Fu quindi lanciato un quinto siluro di cui fu avvertita la detonazione, ma non risulta che siano state colpite navi (probabilmente l'arma impattò contro la riva o contro un ostacolo).
In dicembre operò al largo di Bona penetrando anche, il giorno 14, a Bona, senza conseguire risultati.
Il comandante Dotta passò poi le consegne al tenente di vascello Alberto Donato.
Nel maggio 1943 fu inviato ad ovest delle coste sarde.
In luglio fu inviato al largo sudovest di Sant'Antioco ed il 13 luglio, di mattino, avvistò un mercantile di grandi dimensioni in navigazione nei pressi di Cap de Fer con la scorta di due corvette, e lo attaccò lanciando quattro siluri (ripartiti in due coppiole): furono avvertiti due violenti scoppi, ma non risultano danneggiamenti. Il Diaspro subì poi caccia con cariche di profondità da parte di una delle corvette, ma ne uscì indenne.
Il 18 agosto, al largo di Stromboli, attaccò due cacciatorpediniere inglesi con il lancio di altrettanti siluri, che non andarono a segno. L'indomani, di sera, mentre faceva ritorno a Napoli, individuò due cacciatorpediniere e alle 23.23 lanciò quattro siluri, a breve distanza l'uno dall'altro, contro una delle due navi: furono avvertiti due scoppi, segno di un possibile danneggiamento (ipotesi rafforzata dal fatto che il sommergibile, venuto a galla un'ora dopo l'attacco, vide un cacciatorpediniere apparentemente immobilizzato, anche se non lo poté attaccare perché era terminata la riserva di siluri) ma non vi sono riscontri.
Il 7 settembre 1943, nell'ambito del Piano «Zeta» di contrasto al previsto sbarco anglo-americano nell'Italia meridionale, fu disposto in agguato (unitamente ad altri dieci sommergibili) nel Basso Tirreno, prima nel Golfo di Salerno e poi al largo di Gaeta.
Dopo l'annuncio dell'armistizio trascorse tre giorni in mare, nel dubbio se obbedire o meno all'ordine di consegnarsi agli Alleati a Bona; il comandante Donato decise infine di eseguire gli ordini, dopo essersi consultato con i comandanti di altri due sommergibili. Il Diaspro dovette comunque riparare su Cagliari, e non su Bona, causa problemi ai motori.
Fino ad allora aveva svolto 53 missioni di guerra (30 offensivo-esplorative, 32 addestrative e 23 di trasferimento), con 25.402 miglia percorse (21.345 in superficie e 3057).
Nel marzo 1944, terminate le riparazioni, fu dislocato a Taranto, venendo impiegato per l'addestramento delle navi scorta italiane.
Il 17 luglio 1944 (al comando del tenente di vascello Emilio Botta) fu impiegato per una missione di trasporto e sbarco di incursori: li sbarcò in due gruppi, il primo a Zante ed il secondo a Cefalonia, facendo poi ritorno a Brindisi il 22 luglio.
Dall'aprile-maggio all'agosto 1945 fu adibito all'addestramento antisommergibile delle navi alleate, con base a Malta.
Durante la cobelligeranza effettuò in tutto 59 missioni, di cui 48 addestrative, con 4030 miglia nautiche percorse.
Disarmato a Taranto al termine del conflitto, fu radiato il 1º febbraio 1948 e demolito.